# Vidice (Boêmia Central)
Vidice é uma comuna checa localizada na região da Boêmia Central, distrito de Kutná Hora.